# Savski Marof (stacja kolejowa)
Savski Marof – stacja kolejowa w miejscowości Savski Marof, w żupanii zagrzebskiej, w Chorwacji. Jest to kolejowe przejście graniczne ze Słowenią.

## Linie kolejowe
- Zagrzeb – Lublana